# 7366 Agata
A 7366 Agata (ideiglenes jelöléssel 1996 UY) a Naprendszer kisbolygóövében található aszteroida. Kobajasi Takao fedezte fel 1996. október 20-án.